# SEA-ME-WE 4

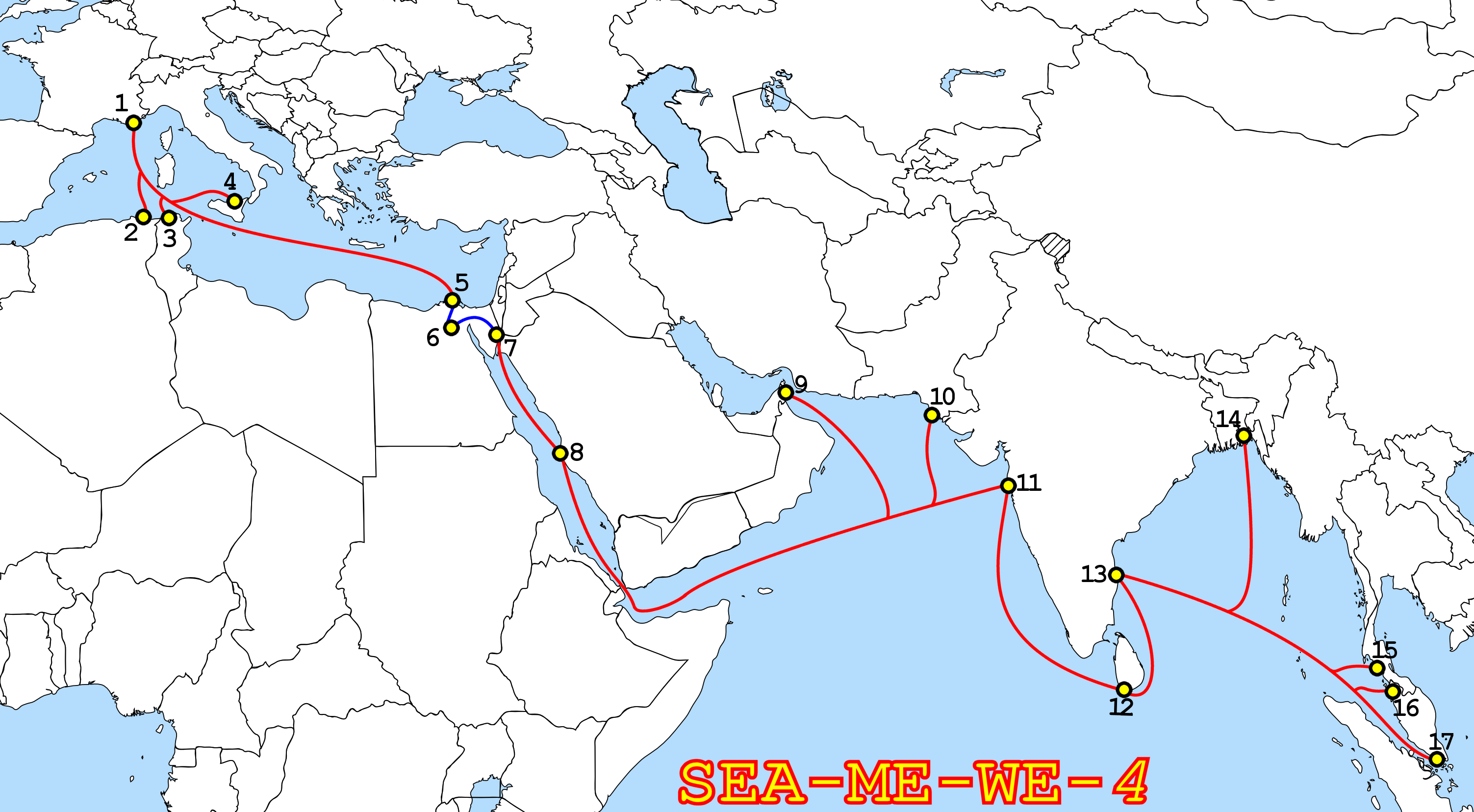
海底电缆路线（红色）；蓝色部分是海洋

亚欧4号国际海底光缆（全称：South East Asia–Middle East–Western Europe 4，简称SEA-ME-WE 4），又稱法新歐亞四號海纜，是一条光纤海缆系统，它为新加坡、马来西亚、泰国、孟加拉国、印度、斯里蘭卡、巴基斯坦、阿拉伯联合酋长国、沙特阿拉伯、苏丹共和国、埃及、意大利、突尼西亞、阿尔及利亚和法国之间提供通信服务。它旨在作为SEA-ME-WE 3电缆的补充，而不是替代它。
该海缆总长度约18,800公里，是东南亚、印度次大陸、中东和欧洲的主要互联网骨干。

## 网络拓扑
SEA-ME-WE 4系统分为四个段落和十七个登陆点：

### 段落
| - S1 - Tuas至孟买 | - S2 - 孟买至苏伊士 | - S3 - 苏伊士至亚历山大港 | - S4 - 亚历山大港至马赛 |

登陆点
| 1. 法国马赛 2. 阿尔及利亚安纳巴 3. 突尼西亞比塞大 4. 意大利巴勒莫 5. 埃及亚历山大港 6. 埃及开罗（陆路） 7. 埃及苏伊士（陆路/返回） 8. 沙特阿拉伯吉达 9. 阿拉伯联合酋长国富吉拉 | 10. 巴基斯坦卡拉奇 11. 印度孟买 12. 斯里蘭卡可倫坡 13. 印度金奈 14. 孟加拉国Cox's Bazar 15. 泰国Satun 16. 马来西亚马六甲 17. 新加坡Tuas |

## 历史
SEA-ME-WE 4光缆系统项目由16个电信公司在2004年3月27日组成的联合体共同兴建。阿尔卡特海缆网络（现为阿爾卡特-朗訊)和富士通的一个部门）进行了系统建设。十八个月的建设项目于2005年12月13日完成，成本估计为5亿美元。第1段建设，从新加坡到印度运行8000公里，由富士通完成，其也提供了第四阶段的海底電纜器材。

## 管理和协调
SEA-ME-WE 4光缆系统由SEA-ME-WE 4联合体提出并开发，联合体也继续维护和操作该系统，它包括十六家电信公司：
- 阿尔及利亚Algérie Télécom（英语：Algérie Télécom）
- 印度Bharti Infotel Limited（英语：Bharti Infotel Limited）
- 孟加拉国Bangladesh Submarine Cable Company Limited (BSCCL)（英语：Bangladesh Submarine Cable Company Limited (BSCCL)）
- 泰国CAT Telecom Public Company Limited（英语：CAT Telecom Public Company Limited）
- 阿拉伯联合酋长国Emirates Telecommunication Corporation (ETISALAT)
- 法国Orange - 远距离网络
- 英国MCI
- 巴基斯坦Pakistan Telecommunication Company Limited（英语：Pakistan Telecommunication Company Limited）
- 新加坡新加坡电信 (SingTel)
- 斯里蘭卡Sri Lanka Telecom PLC（英语：Sri Lanka Telecom） (SLT)
- 沙特阿拉伯Saudi Telecom Company（英语：Saudi Telecom Company） (STC)
- 埃及埃及电信 (TE)
- 意大利Telecom Italia Sparkle S.p.A.（英语：Telecom Italia Sparkle S.p.A.）
- 马来西亚马来西亚电讯 (TM)
- 突尼西亞Tunisie Telecom（英语：Tunisie Telecom）
- 印度Tata Communications（英语：Tata Communications）（以前为Videsh Sanchar Nigam Limited（英语：Videsh Sanchar Nigam Limited））

该联合体以分层组织操作、管理和协调该光缆系统。控制该项目的顶层机构是管理委员会。管理委员会的附属机构包括：采购组；操作与维护；财务与行政附属委员会；分配、路由与恢复；以及投资与协议。组织中的其他机构有：中央计费部隶属财务与行政附属委员会，网络管理员隶属分配、路由与恢复。
塔塔通信（以前为Videsh Sanchar Nigam Limited）是印度的网络管理员。出于此目的，塔塔通信开发了一款网络管理系统，以实现在线请求调度作业和生成报表等。此系统使带宽所有者的能非常高效地管理。该系统可在线访问（页面存档备份，存于）。马来西亚电讯是中央计费部。

## 应用
SEA-ME-WE 4用于达成“电话、互联网、多媒体及各种宽带数据应用”。SEA-ME-WE 3与SEA-ME-WE 4光缆系统旨在为彼此提供冗余能力。两条光缆系统互相独立但相辅相成，四号并非用于取代三号系统。两者的设备来自同一个项目——SEA-ME-WE，但有着不同的着重点。SEA-ME-WE 3远远超过39000公里（相较SEA-ME-WE 4的18,800公里）并从日本和澳大利亚沿歐亞大陸板塊底部延伸到爱尔兰和德国。SEA-ME-WE 4有比SEA-ME-WE 3更快的数据传输速率，速度达1.28 Tbit/s而非SEA-ME-WE 3的0.96 Tbit/s。SEA-ME-WE 3将连接提供到了更远距离的更多国家，但SEA-ME-WE 4提供了更高的数据传输速度，适应发展中国家对高速互联网接入不断增长的需求。

## 技术
该光缆使用密集波分多路复用（DWDM），与承载非复用信号的光纤相比能增加每个光纤的通信容量，并且促进单个光纤内的双向通信。DWDM在单根光纤上采用不同的激光波长完成多路复用，因此多路光载体信号可以同时沿这根光纤传输。每对光纤使用两根光纤维，能够承载64个载波，每个10Gbit/s。这使SEA-WE-ME 4光缆有着近每秒太比特（Tbit/s）的速度，总容量1.28 Tbit/s。2011年2月，联合体按合约将段落能力升级至40 Gbit/s每链路，登陆站设备能力将随需要升级至100 Gbit/s。
2015年2月3日，三菱电机宣布已完成“South East Asia ─ Middle East ─ Western Europe 4（SEA-ME-WE 4）”光缆系统的升级和扩展。
三菱电机为全部16个登陆站提供了具有incorporated superior coherent技术的100G MF-6900GWS海底线路终端设备（SLTE），以升级目前的40吉比特每秒（Gbps）电缆系统为100Gbit/s，并将最终设计能力从2,800Gbit/s扩展至4,600Gbit/s。新的SLTE将每个机架的数据能力翻倍，并降低了47%电力消耗。

## 拦截
2013年8月，德国一家主要报社称西方和亚洲情报机构的联盟已设法进入电缆。德国最大的报纸南德意志报引述爱德华·斯诺登作为信息来源写道：美国国家安全局支持的政府通信总部一直在领导拦截工作。